# Kermis op stelten
Kermis op stelten is het 8ste stripverhaal van Samson en Gert. De reeks werd getekend door striptekenaarsduo Wim Swerts & Jean-Pol. Danny Verbiest, Gert Verhulst en Hans Bourlon namen de scenario's voor hun rekening. De strips werden uitgegeven door Studio 100. Het stripalbum verscheen in 1996.

## Personages
In dit verhaal spelen de volgende personages mee:
- Samson
- Gert
- Alberto Vermicelli
- Burgemeester Modest
- Octaaf De Bolle
- Marie
- Fred Kroket

## Verhalen
Het album bevat de volgende drie verhalen:
1. De koning van Boemboerla
2. Kermis op stelten
3. De tijger